# باب عبد الله
باب عبد الله قرية في ناحية صلنفة التابعة لمنطقة الحفّة في محافظة اللاذقية. بلغ عدد سكانها 398 نسمة حسب تعداد عام 2004.